# Lombez
 Lombez  es una población y comuna francesa, ubicada en la región de Mediodía-Pirineos, departamento de Gers, en el distrito de Auch. Es el chef-lieu y mayor población del cantón de Lombez.

## Demografía
| 1164 | 1331 | 1301 | 1239 | 1325 | 1401 |
| Para los censos de 1962 a 1999 la población legal corresponde a la población sin duplicidades (Fuente: INSEE [Consultar]) |      |      |      |      |      |